# 完达山

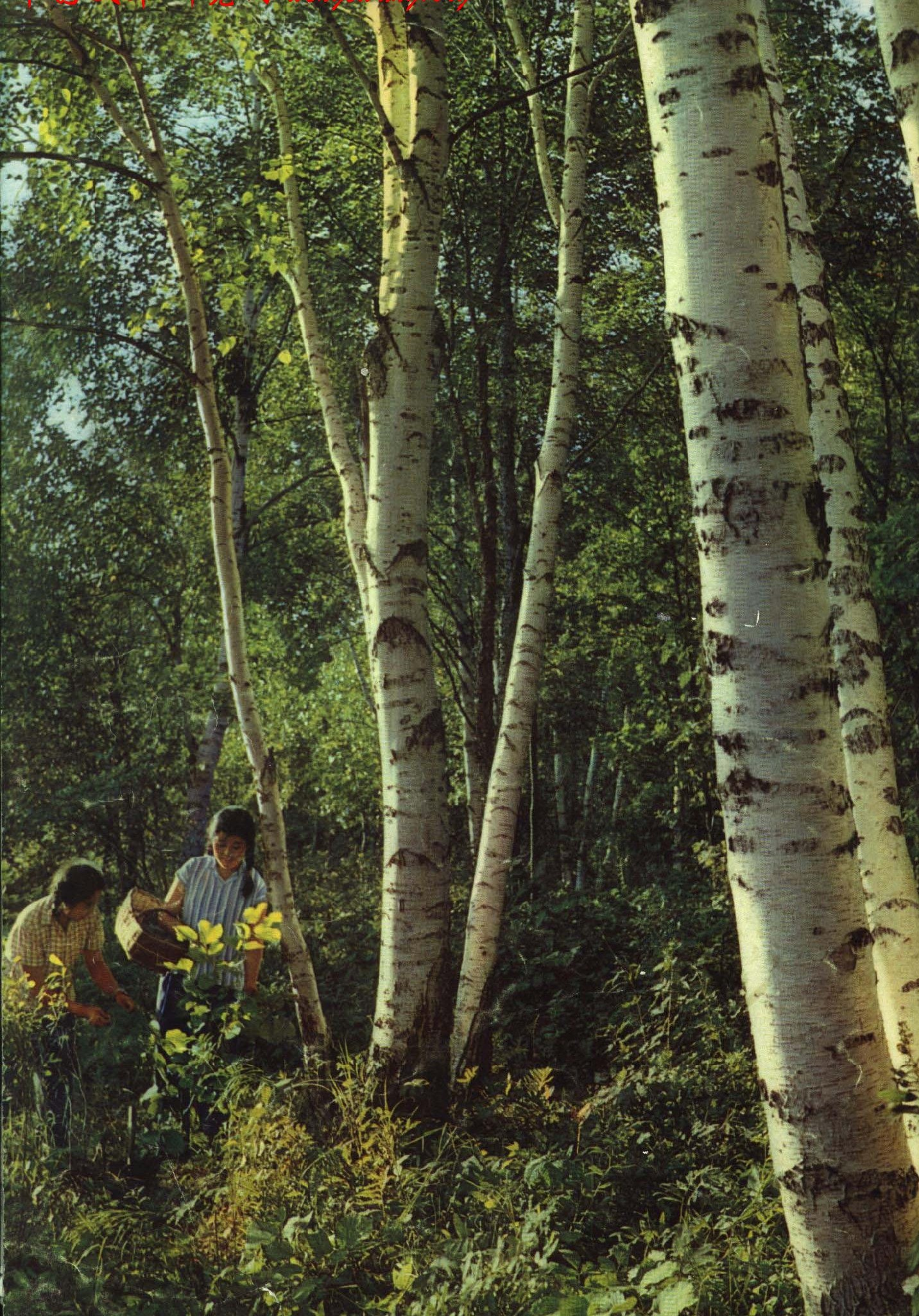
1964年的完达山森林

完达山，亦称那丹哈达岭，位于中国黑龙江省东部；属于长白山脉；古老花岗岩山体；东北－西南走向，长约400公里。

## 概述
完达山脉为挠力河与穆棱河的分水岭；主脉蜿蜒于倭肯河与挠力河之间；西南连接老爷岭，东北倾降于三江低地。主峰为神顶山，处于虎林市与宝清县交界处，海拔831公尺。该地区生物资源丰富，有东北虎等珍稀生物。